# Gedrosien

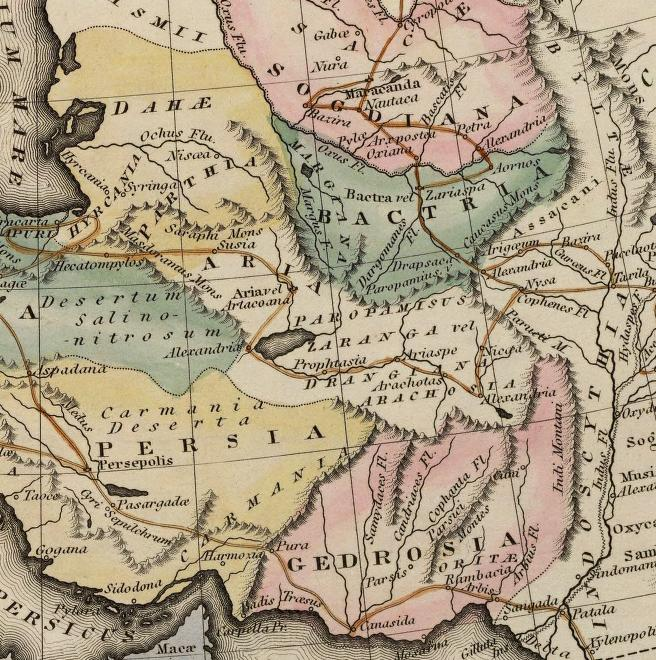
Gedrosien in rosa zeigende Karte des Weges von Alexander dem Großen durch Persien

Gedrosien (Gedrosia) ist der antike Name einer kargen Bergregion im Süden des heutigen Irans und Pakistans, die zu den trockensten der Erde zählt. Es grenzte im Süden an den Golf von Oman, im Osten an das Indusgebiet, im Norden an Arachosien und Drangianien und im Westen an Karmanien.

## Geschichte
Gedrosien war unter anderem eine Satrapien des Achämenidenreichs und wurde von Alexander dem Großen durchzogen, als dieser von seinem Indienfeldzug zurückkehrte. Er war im Herbst 325 v. Chr. mit einem etwa 20.000 Mann starken Heer, das aus erlesenen makedonischen Einheiten und berittenen Bogenschützen bestand, von Pattala aufgebrochen und durchquerte zunächst das östliche Gedrosien. Dort stieß er auf das indische Volk der Arabiten und daraufhin auf den persischen Stamm der Oreiten, den er wegen dessen feindlicher Haltung bekämpfte. In der Folge ließ er Ora, den Hauptort der Oreiten, in eine makedonische Kolonie umwandeln und ernannte Apollophanes zum Satrapen Gedrosiens. Der Feldherr Leonnatos, der mit einem Teil der Armee im Gebiet der Oreiten blieb, sollte Apollophanes u. a. bei der Neuanlage von Ora unterstützen. Er konnte einen Aufstand der Oreiten unterdrücken, doch fiel Apollophanes bei den Kämpfen.
Alexander war unterdessen weitergezogen. Er wollte sich längs der Küste Gedrosiens halten, um in Kontakt mit seiner nachkommenden Flotte zu bleiben und für diese Stützpunkte zu errichten. Westlich von Kokala stieß er aber auf das Küstengebirge Taloi und musste sich deshalb ins Landesinnere wenden. Er überquerte den Fluss Tomeros (heute Hungol) und kam nun in ein wüstenartiges Gebiet, das nur unter extremen Mühen durchzogen werden konnte. Stellenweise gab es auch Vegetation, und u. a. wurde hier Myrrheharz gewonnen. Ferner wird das Vorkommen von Schlangen erwähnt, gegen deren Bisse Alexander indische Ärzte konsultierte. Opfer von Schlangenbissen sollten sich in seinem Zelt melden. Während des Wüstenmarschs, der etwa von September bis November 325 v. Chr. durchgeführt wurde, herrschte ein sehr heißes Wetter, das im Verbund mit Wassermangel dazu führte, dass der Makedonenkönig befahl, nur bei Nacht zu marschieren. Den Verzehr von Mangofrüchten untersagte er seinen Männern, da diese dann unter Durchfall litten. Aufgrund der immer größeren Lebensmittelknappheit brachen die Soldaten Getreidevorräte auf, die für die Besatzung der Flotte gedacht gewesen waren. Ferner schlachteten sie Zugtiere. Schließlich musste viel Gepäck und Beute zurückgelassen werden. Auch Kranke und Erschöpfte starben unterwegs. Während eines Wolkenbruchs überschwemmte ein dabei entstandener Sturzbach das Lager des Heeres und forderte Tote. Als ein Soldat Alexander einen Helm voll Wasser anbot, schüttete ihn der König mit der Bemerkung, dass er seinen Gefährten nicht voraus haben wolle, aus.
Der Makedonenkönig war sich seiner Verantwortung bewusst und wirkte nach den antiken Berichten beschämt und bekümmert. Er befahl, als Marschrichtung den südwestlichen Kurs einzuhalten, um wieder das Meeresufer zu erreichen. Die einheimischen Führer verloren aber den Weg, woraufhin Alexander selbst mit wenigen Männern die richtige Route suchte. Dabei wählte er die südliche Richtung und stieß endlich bei Patni auf die Küste. Hier konnte trinkbares Grundwasser ergraben werden. Die Armee hatte nun die Möglichkeit, sich wieder zu sammeln, und kam nach einem weiteren Marsch von über 320 km in Pura, der Hauptstadt Gedrosiens, an. Insgesamt hatte der verlustreiche Wüstenmarsch von Ora nach Pura 60 Tage gedauert.
Der Grund, dass der auf dem Rückweg von Indien nach Persien begriffene Alexander die gefährliche Route durch die gedrosische Wüste gewählt hatte, lag wohl darin, dass es der kürzeste Weg von der Mündung des Indus nach Karmanien war, um von dort weiter in die Persis zu gelangen. Zusätzlich stellten vielleicht hierbei für ihn jene Legenden einen Ansporn dar, die über die von Semiramis und Kyros dem Großen unternommenen mühseligen Wüstenquerungen berichteten.
In islamischer Zeit, d. h. im Mittelalter, war die unzugängliche, von nomadischen Wüstenvölkern bewohnte Region unter dem Namen Makran bekannt; später wurde die Bezeichnung Belutschistan üblich.